# Ardżul
Ardżul (arab. أرجل) – miejscowość w Syrii, w muhafazie Aleppo. W 2004 roku liczyła 1080 mieszkańców.